# Tag des Denkmals

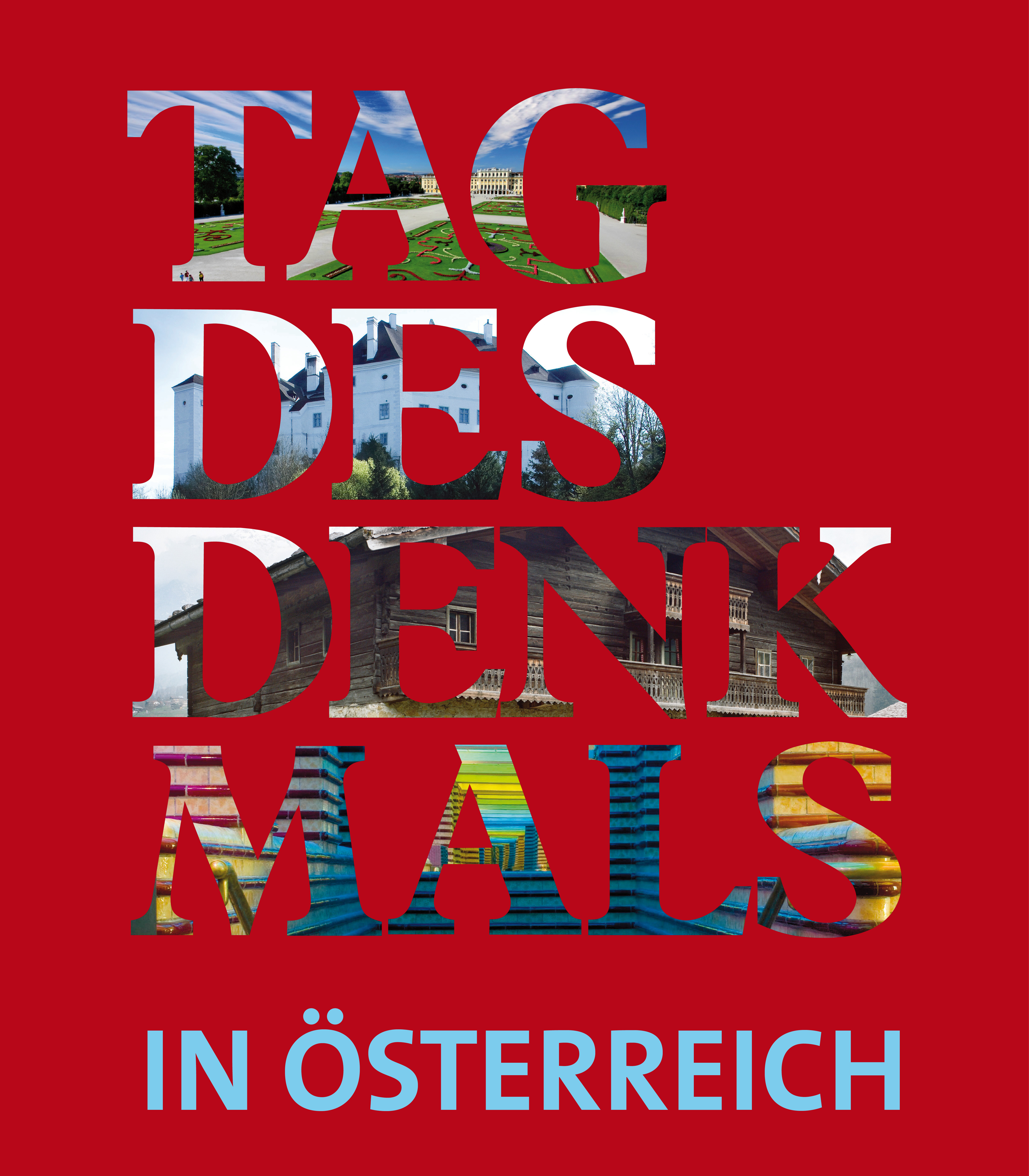
Logo des Bundesdenkmalamts für den Tag des Denkmals

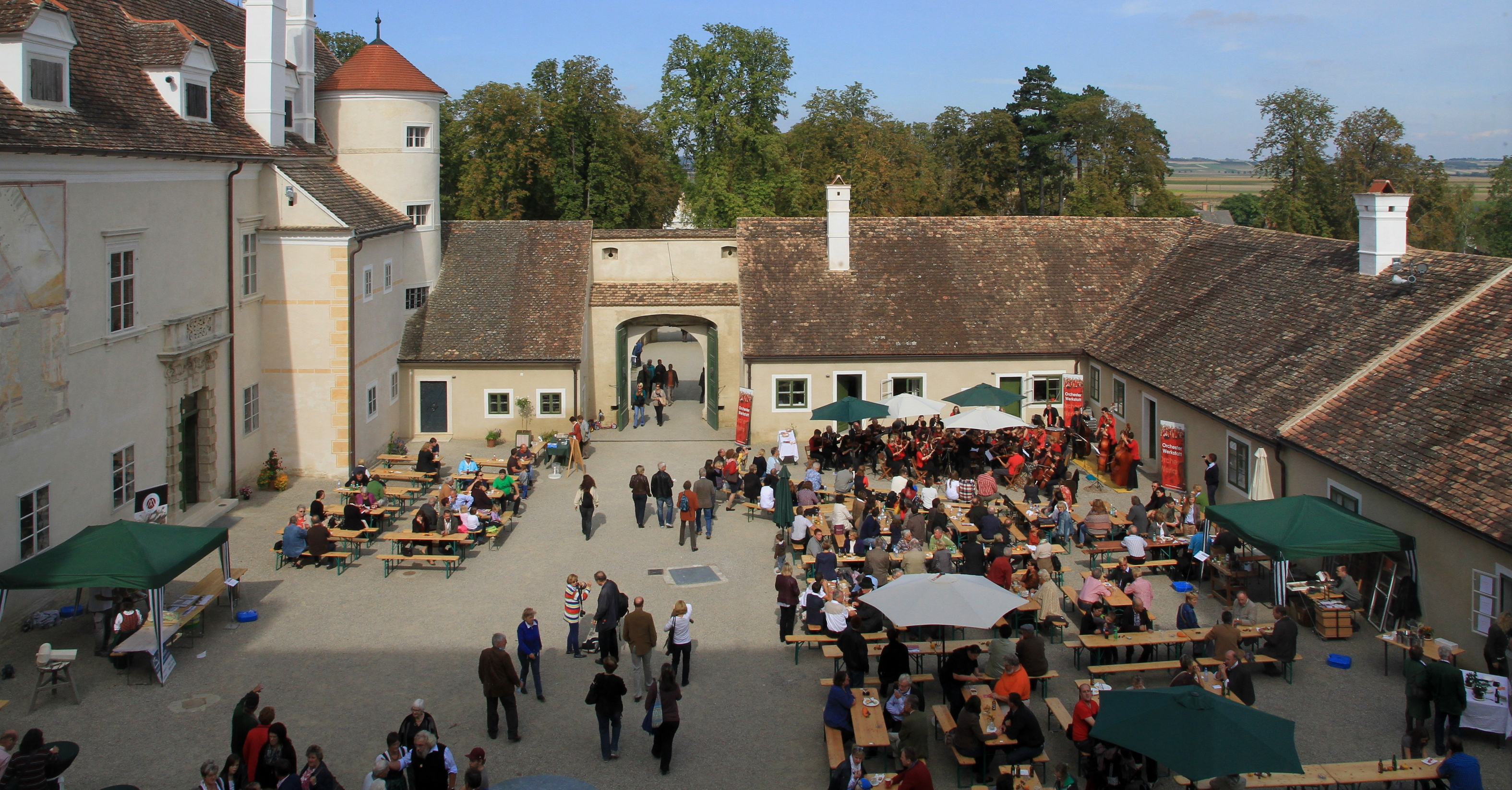
Eine der 275 Veranstaltungen im Zuge des „Tag des Denkmals 2012“ auf der „Juliusburg“ (Schloss Stetteldorf) in der niederösterreichischen Marktgemeinde Stetteldorf am Wagram

Tag des Denkmals ist die Bezeichnung, unter der sich Österreich ab Mitte der 1990er Jahre an der europäischen Kulturveranstaltung „European Heritage Days“ (EHD), die 1991 gegründet wurde, beteiligt.

## Tag des Denkmals – European Heritage Days in Österreich
In Österreich findet der Tag des Denkmals als Fixtermin immer am letzten Sonntag des Monats September statt. Während in den meisten europäischen Landern die Durchführung der European Heritage Days nicht bei den jeweiligen staatlichen Denkmalpflege-Institutionen liegt, sondern ausgelagert ist, wird der österreichische Beitrag zu der Aktion vom Bundesdenkmalamt, der in Österreich für Denkmalschutz und Denkmalpflege zuständigen Behörde, organisiert und finanziert. Wie in den anderen europäischen Ländern sind auch in Österreich alle Veranstaltungen (bis auf ganz wenige Ausnahmen) bei freiem Eintritt zu besuchen. Ziel der Aktion ist der Bevölkerung den Zutritt zu sonst nicht öffentlich zugänglichen Denkmalen zu ermöglichen. Dabei versuchen die Fachleute vom BDA und von Partnerorganisationen gemeinsam mit den engagierten Eigentümern bei Spezialführungen die Objekte, aber auch die Arbeit der Denkmalpflege und damit die Komplexität und Verantwortung der Tätigkeit des Bewahrens und Schützens und das Leben mit und im Denkmal zu vermitteln.

## Geschichte
Österreich war 1995 erstmals mit neun oberösterreichischen Programmpunkten bei dieser europäischen Idee vertreten. Oberösterreich war damit das erste österreichische Bundesland, das sich der 1985 beschlossenen Resolution des Europarates angeschlossen hatte. Die noch mit „Tag des offenen Denkmals“ bezeichnete Veranstaltung fand am 7. Oktober 1995 statt und hatte rund 10.000 Besucher. Die erste landesweite Beteiligung erfolgte 1998, wobei allerdings noch kein einheitliches Thema vorgegeben war. Ein Jahr später erfolgte die österreichweite Einführung des einheitlichen Mottos.
Seit 2010 betreibt das Bundesdenkmalamt für die Aktion eine eigene Website mit detaillierten Informationen zu den jeweiligen Objekten. Das Programm wird vom Bundesdenkmalamt auch in gedruckter Form für jedes Bundesland separat als Broschüre herausgegeben.

## Statistik
Folgende Statistik wird vom Bundesdenkmalamt veröffentlicht.
| Jahr | Thema                                                                               | Anzahl der Objekte | Anzahl der Besucher | Bemerkungen                                                                       |
| ---- | ----------------------------------------------------------------------------------- | ------------------ | ------------------- | --------------------------------------------------------------------------------- |
| 1999 | Kirchliche Denkmalpflege                                                            | 112                | 17.750              |                                                                                   |
| 2000 | Historische Gärten                                                                  | 102                | 12.110              |                                                                                   |
| 2001 | Stadtpaläste                                                                        | 141                | 17.000              |                                                                                   |
| 2002 | Technische Denkmale                                                                 | 121                | 22.550              |                                                                                   |
| 2003 | Stifte und Klöster                                                                  | 75                 | 10.815              |                                                                                   |
| 2004 | Alte Bauten – Neue Nutzung                                                          | 56                 | 11.188              |                                                                                   |
| 2005 | Wiederaufbau!                                                                       | 75                 | 9.870               |                                                                                   |
| 2006 | Am Wasser                                                                           | 135                | 18.960              |                                                                                   |
| 2007 | Irdisch – Unterirdisch                                                              | 179                | 37.878              |                                                                                   |
| 2008 | Kultur-Import                                                                       | 195                | 39.263              |                                                                                   |
| 2009 | Kreativität und Innovation                                                          | 208                | 54.891              |                                                                                   |
| 2010 | Orte des Genusses                                                                   | 260                | 67.350              |                                                                                   |
| 2011 | aus Holz                                                                            | 271                | 65.750              | davon neun Veranstaltungsorte in Tschechien und acht in Südtirol                  |
| 2012 | Geschichte(n) im Denkmal                                                            | 275                | 68.500              |                                                                                   |
| 2013 | aus Stein?                                                                          | 305                | 70.700              |                                                                                   |
| 2014 | Illusion                                                                            | 287                | 73.000              |                                                                                   |
| 2015 | Feuer und Flamme                                                                    | 233                | 58.000              |                                                                                   |
| 2016 | Gemeinsam unterwegs                                                                 | 260                | 64.400              | mit Slowenien                                                                     |
| 2017 | Heimat großer Töchter – 300. Geburtstag Maria Theresias                             | 293                | 67.000              | mit einem Veranstaltungsort in der Slowakei, einem in Südtirol und zwei in Ungarn |
| 2018 | Schätze teilen – Europäisches Kulturerbejahr 2018                                   | 290                | 67.500              |                                                                                   |
| 2019 | Kaiser, Könige und Philosophen – 100 Jahre Frauenwahlrecht                          | 274                | 62.000              |                                                                                   |
| 2020 | Bauen und Bilden                                                                    | –                  | –                   | Aufgrund der COVID-Regelungen konnte der Tag des Denkmals nicht stattfinden.      |
| 2021 | Themen: Religion, moderne Architektur, Alltag, Nachhaltigkeit und Barrierefreiheit. | 250                | 25.000              | [ 7 ]                                                                             |
| 2022 | Denkmal voraus                                                                      | >280               | 35.000              | [ 8 ]                                                                             |
| 2023 | denkmal [er:sie:wir] leben                                                          |                    |                     | 100 Jahre Denkmalschutzgesetz                                                     |
| 2024 | HAND//WERK gedacht+gemacht                                                          |                    |                     |                                                                                   |

Die Links an den Jahreszahlen führen zu den entsprechenden Seiten des Wikiprojekts Wiki Loves Monuments.
In den letzten Jahren werden bei den österreichischen Aktionstagen vermehrt auch Denkmale nahe der Grenze in Tschechien, Slowakei und Ungarn in die Aktionen miteingebunden, 2011 waren es auch Slowenien und Italien / Südtirol.
Themen der Veranstaltungen sind auch der internationale Kulturgüterschutz bei UN-Einsätzen und anderen multinationalen Einsätzen sowie Blue Shield International Fact Finding Missions (Ägypten, Irak, Libanon, Libyen, Mali, Syrien, Tschad, Jugoslawien, Zypern) durch österreichische zivile und militärische Experten.
Ein internationaler Bezug ergab sich auch bei einer Tag des Denkmals Veranstaltung im Jahr 2019 von Blue Shield, dem UNESCO-Lehrstuhl für die Erhaltung von Kulturerbe an der Universität für angewandte Kunst Wien, dem Kompetenzzentrum für Kulturerbe, Kulturmanagement und Kommunikation – Blue Shield Center an der Universität Wien und ICOMOS Österreich. Bei diesem „Wiener Workshop Wiederaufbau“ wurden die Erfahrungen vergangener Wiederaufbauprojekte hinsichtlich Beispielen im Nahen Osten (von Jerusalem über Beirut bis Aleppo und Mossul), in Mitteleuropa (von Wien bis Berlin), am Balkan (von Sarajevo bis Dubrovnik), in Haiti (Port-au-Prince) und in Nepal (von Patan bis Kathmandu) vergleichend erörtert und auf künftige Wiederaufbauprojekte projiziert. Denn auch im Zuge vom Wiederaufbau kann es aus den verschiedensten Gründen zu weiteren und oft nachhaltigeren Zerstörungen kommen.